# 使用管理
使用管理(英語：Utilization management，簡寫為UM，也可用utilization review來表達），是讓支付者（尤其是醫療保險公司）使用管理式醫療護理提供的方法（例如事先授權），在為受益者支付相關費用之前，使用循證的標準或是指南以評估使用的適當性，這樣做的目的是為管理醫療衛生福利的成本.
對UM發出批評的人，他們的看法是如果保險公司使用UM的重點是為降低成本，這種做法可能會發生過分的不允提供護理，還有因為回溯性的拒絕付款，而耽誤患者獲得護理，或是讓他們發生預料之外的財務風險，而導致醫療衛生配給的後果。

## 觀點
如美國國家醫學院的前身Institute of Medicine (IOM)所屬的第三方利用管理委員會（Committee on Utilization Management by Third Parties）的定義，使用管理是“由醫療衛生福利的購買者，或是代表醫療衛生福利購買者使用的各式方法，在提供福利之前，針對對服務的適當性作逐案評估，以對護理有關的決策產生影響，而達到管理醫療衛生成本的目的”使用審查（utilization review）是UM的同義詞，或包含在UM之內（取決於名詞的使用方式）。
UM是循證醫學的標準或是指南，並根據適用的醫療保險計劃規定，對醫療衛生服務、療程、以及設施的適當性和醫療必要性進行評估。UM通常會對新的臨床治療，或是新住院患者實施病例分析。但也可能會針對持續護理中的患者（尤其是針對住院的患者）實施。
UM中的主動程序包括出院計劃（請參考患者英文版中#Outpatients and inpatients）、並行計劃、預先認證、以及臨床病例申訴。其他的主動程序還涵蓋例如並行的臨床評審和同行評審，以及由醫療衛生提供者、支付者、或是患者提出的申訴。 UM計劃中包含有角色、策略、流程、以及標準。

### 評審者
UM中包含的角色有：UM評審員（通常是接受過UM訓練的註冊護士）、UM計劃經理、和醫師顧問。UM策略包括評審頻率、優先順序、以及內外責任之間取得平衡。 UM流程包括當臨床醫生和UM評審員如果無法為案例達成結論，而需“往上級呈送的流程”，讓患者、照護人員、或是患者代言人為護理決定提出質疑時所用的“解決爭議流程”，以及用以評估UM評審員所做的“評分者間信度的流程”。.

### 標準和指南
UM標準就是醫學指南，或可自行制定、從供應商處取得、或是取得之後做修訂，以適應當地條件。兩個最常用的UM標準框架是McKesson InterQual標準（McKesson InterQual criteria）和MCG（舊稱Milliman護理指南（Milliman Care Guidelines））。
這些指南所提供的均為循證護理，雖然所謂“最佳實踐”相對於可接受，但又具有成本效益的護理品質，兩者之間會存有差異，但適用於支付者的指南通常會在成本效益上有所強調。因此支付者和醫療衛生提供者之間會有衝突；例如，當研究發現經皮椎體成形術無法為患者的背痛產生改善結果時，醫療保險公司安泰人壽試圖將這類手術歸類屬於實驗性，拒絕支付，但安泰人壽在提供者的反應之後而把拒賠的決定撤回。在2019年所做的系統綜述所得的結論，確定UM指南通常是更側重在減少醫療衛生服務使用，而非著重在具有臨床意義的措施（例如審核患者報告結果或是採用適當做法等）。
聯邦醫療保險（Medicare）對於特定治療，發布有全國治療覆蓋決定因素指引，列舉出Medicare會支付的項目和服務。

### 評審時機
UM與唐納必登醫療衛生品質保證模型的做法類似，可分為前瞻性、回顧性、或是在執行服務時做的並行評審。
前瞻性評審通常透過拒絕不符標準的病例，或把患者安排到更合適的環境，以減少不必要的入院或是療程的做法。
並行評審是在臨床期間，有時也是療程中的一部分，所進行的工作，並協助做出即時護理決策。這種並行UM的工作重點通常可減少拒絕服務，並將患者置於適當的護理點。並行審查包含有病例管理的功能，其中包括協調和安全出院，或者是轉往接續一級的護理。
回顧性評審是在服務施行之後，檢驗是否曾應用適當的護理水準。回顧性評審通常會根據標準去檢查程序、地點、和時機是否適切。這種形式的評審通常和根據醫療計劃或醫療保險條款的付款或報銷有關聯。不同意索賠，就是拒絕向醫療衛生服務提供者付款，或是拒絕接受計劃成員的報銷。或者，回顧性評審可能是對進行當時的護理點所做的決定。根據UM標準進行驗證，讓患者留在以前（或是當前）的護理點，或將患者轉移到符合UM標準的較高或較低的護理點。
例如，被安置在遠測病床（成本較高）的住院病例，可能會在隨後被評估為不再符合佔用這類病床的標準。這可能是由於病情激烈程度、患者反應、或是診斷的變化，或是是因為每個增加住院日各有不同的UM標準。此時，評審員可能會找出替代方案，例如做測試以找出替代標準，讓患者繼續留在相同級別，轉移到較低（或較高）的護理點，或是辦理出院後，改做門診護理。

## 綜合護理系統
在諸如健康維護組織 (HMO) 之類的綜合護理系統中，由於是醫療衛生提供者和支付者共同分擔醫療成本，因此可實施更多的使用管理； 使用管理在1980年代的興起，與綜合醫療衛生服務的興起有關聯。:50
截至2019年，美國大約有3%的大型雇主，包括沃爾瑪和波音公司會直接與醫療衛生供應者簽訂合同，以照顧他們的員工，這類安排可把預先授權的過程取消，並按論人計酬支付的方式來負擔醫療衛生的成本。
梅奧醫院和明尼蘇達州藍十字藍盾協會達成協議，讓梅奧診所在新興技術方面有更多的發言權，而這些技術原先在保險公司的指南中，通常被歸類為實驗性和研究性（通常被歸為實驗性和研究性的服務在申請報銷時會有難度）。

## 歷史
美國在1989年，在擁有醫療保險覆蓋的僱員中，有四分之三會受到UM的影響:14，而到1995年，則是全部都受到影響。
安泰人壽在2019年開始實施一項政策，對於被認為是醫療上不必要的急診室費用報銷，將予以拒付。當被保險人接受急診室服務之後，經過安泰人壽回溯性審核，如果被認為不符合進入急診室的標準，安泰人壽將會拒賠。

## 法規管理
在美國，關於UM所產生的問題，除個別的行業自律之外，另有各州以及聯邦政府機構參與監管。

### 申訴
索賠遭到拒絕後，通常可向外部的獨立審查組織 (independent review organization，IRO) 要求辦理獨立醫療審查以做補救。
全保的醫療保險計劃與雇主資助的醫療保險計劃做法不同，前者的IRO通常由州保險專員指派，這些專員已通過美國全國保險專員協會 (NAIC) 頒布示範法提供各州使用。截至2017年，有阿拉巴馬州、密西西比州、內布拉斯加州、和北達科他州使用的是不同的辦法。對於受《1974年僱員退休所得安全法》(ERISA) 監管的自籌資金醫療保險的團體計劃，截至2011年，規定是這些自辦保險的公司必須至少備有三個獨立的IRO名單，而不可將申訴的患者指定到特定的IRO辦理。
《患者保護與平價醫療法案》在2010年要求各州制定與NAIC的《統一醫療服務提供者外部審查示範法案（Uniform Health Carrier External Review Model Act）》類似的法律，或使用替代的聯邦申訴程序。在各項要求之中，包括有保險公司必需在經要求後，提供診斷和治療的代碼。
截至2018年，有42個州要求IRO必須取得使用審查認證委員會（URAC）（使用審查有關的教育及標準的機構，為非營利組織）的認可。著名的IRO機構包括美國醫學評審研究所（Medical Review Institute of America）、先進醫學評審（Advanced Medical Reviews）、和AllMed醫療衛生管理（AllMed Healthcare Management）。在2019年曾發生有某醫師冒充為另一醫師進行評審的情事
一項針對醫療保險市場計劃的研究發現，受到拒賠的案例中，只有不到0.5%的患者會在內部提出申訴，不到萬分之一的患者會向外部評審提出申訴。

### 法律訴訟
申訴之外，相關人士也可對保險公司提起法律訴訟；2019年，聯合健康保險因為認定質子束療法（proton beam therapy）為實驗性而拒賠，受到患者提起集體訴訟，但後來根據不同的法律標準，這種療法被認定不具醫療必要性，拒賠被判有效。而聯邦法官在2019年裁定不得就心理健康保險的報銷拒賠。
這類訴訟在歷史上並未有一致的判決結果；例如第五和第七巡迴法院裁定高劑量化療及骨髓移植法（HDC-ABMT）屬於未經證實的療法，而第八巡迴法院的裁決，則認為HDC-ABMT並非實驗性療法。
聯合健康保險在2019年就腰椎人工椎間盤置換手術（lumbar artificial disc replacement surgery）的集體訴訟達成和解，重新辦理索賠。
在2018年，俄克拉荷馬州的一個州陪審團在Ron Cunningham訴Aetna案（Ron Cunningham v. Aetna）中針對安泰人壽對質子束療法拒付事給予裁決，由法官判定安泰人壽需賠償26,500萬美金; 最大的原因是來自保險惡意，安泰人壽表示正考慮上訴中。

### 拒賠
保險公司基於多種原因（包括排除不保項目、未經證實或是研究性的治療，或是否有醫療必要性）而拒賠。針對支付者（保險公司）的研究發現，拒絕比率和付款所需天數有很大差異。拒賠也可能是由技術錯誤所引起，例如資訊不完整，或是姓名拼寫錯誤，根據一項在2015年所做的分析，這類錯誤約佔初始拒賠的一半。截至2018年，醫療衛生提供者報告說支付者正發出更多有關醫療必要性的拒賠通知。美國疾病分類改用國際疾病分類（ICD-10）過程中也增加發生錯誤的風險，因為這些與自動治療決策有關。Medicare的全國治療覆蓋決定因素指引說明哪些治療是必要的，而保險公司的醫學指南對私營公司也有類似的功能。
有人認為“審核性”並非用以拒賠的適當標準，因為治療一直在受審核之中。藥物的仿單標示外使用在美國相對普遍，但這種治療可被當作未經證實的理由而被拒賠。擴大藥物/器械使用的法律可能會對實驗治療的覆蓋範圍發生影響。
當醫療保險索賠未被徹底拒絕時，就等於是事實上的拒賠，但實際上由於相關單位的不回應或不支付並不表示他們有此權利，患者可積極透過申訴以尋求解決之道。

## 批評
UM把護理成本視為衡量結果的指標，因而受到批評，這種做法把醫療衛生的目標混餚，由於這種把護理過程與護理結果相互混淆的結果，醫療衛生的價值將被降低。
一些報告的作者指出，當保險公司把削減成本當作是UM標準的重點時，會造成過分熱心在預期性審核時予以拒絕提供護理，並在回顧性審核時拒絕理賠。因此，可能會發生延誤提供護理，或是對患者產生意外的財務風險。